# مقصد نهایی (مجموعه‌فیلم)

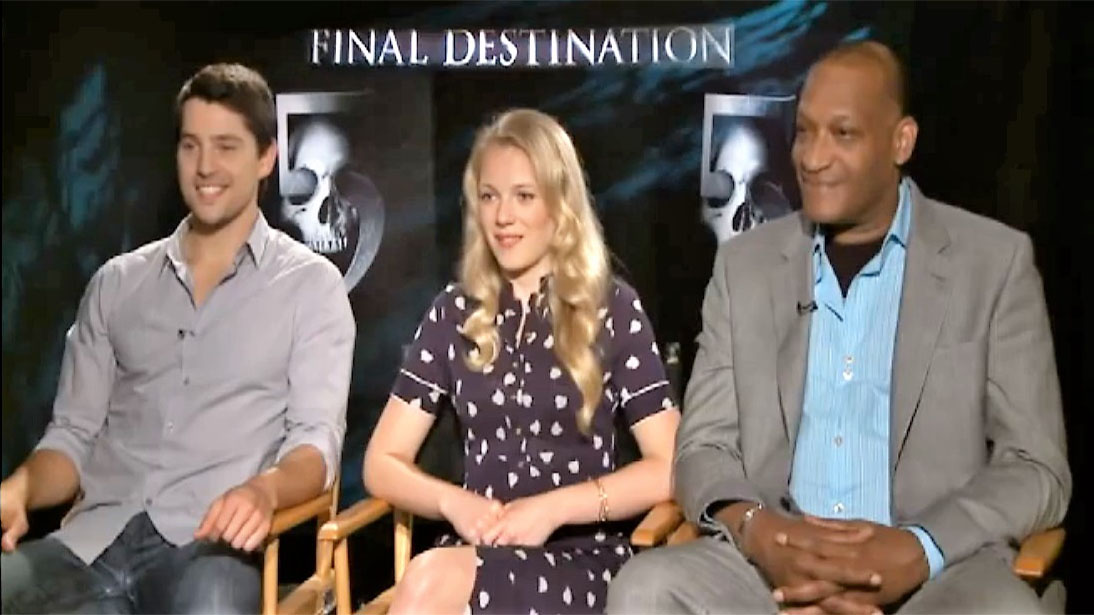
برخی از بازیگران فیلم مقصد نهایی

مقصد نهایی (به انگلیسی: Final Destination) این سری فیلم در سری فیلم‌های وحشت رده‌بندی می‌شود و تا کنون ۵ فیلم از این سری فیلم‌ها به نام‌های مقصد نهایی ۱ , مقصد نهایی ۲ , مقصد نهایی ۳ , مقصد نهایی ۴ و مقصد نهایی ۵ ساخته شده‌است. قسمت‌های اول و سوم آن را جیمز ونگ کارگردانی کرده و قسمت‌های دوم و چهارم آن را دیوید آر.الیس کارگردانی کرده‌است.

## فیلم‌ها
- مقصد نهایی ۱ به کارگردانی جیمز وانگ (۲۰۰۰)
- مقصد نهایی ۲ به کارگردانی دیوید آر.الیس (۲۰۰۳)
- مقصد نهایی ۳ به کارگردانی جیمز وانگ (۲۰۰۶)
- مقصد نهایی ۴ به کارگردانی دیوید آر.الیس(۲۰۰۹)
- مقصد نهایی ۵ به کارگردانی استیون کوالا (۲۰۱۱)
- مقصد نهایی: خطوط خونی به کارگردانی زک لیپوفسکی و آدام استین (٢٠٢۵)

## داستان
داستان این مجموعه فیلم معمولاً در رابطه با حوادثی وحشتناک است که یک نفر که در آنجا حضور دارد، به‌طور ماوراطبیعی متوجّه اتّفاق می‌شود و معمولاً هفت نفر را از آن حادثه نجات می‌دهد و افرادی که نجات پیدا کرده‌اند هم به مرور زمان با اتّفاقاتی ناگوار کشته می‌شوند، تا زمانی که چند نفرِ آخر که هنوز نمرده‌ اند جلوی اتّفاقاتی که هنوز رخ نداده‌ است را می‌گیرند و خود را نجات می‌دهند.

## جدول فروش فیلم
| عنوان        | تاریخ انتشار   | درآمد فروش | درآمد فروش          | درآمد فروش           | درآمد فروش   | رده‌بندی فروش      | رده‌بندی فروش       | بودجه        | ارجاع‌ها     |
| عنوان        | تاریخ انتشار   | رتبه فروش  | ایالات متحده آمریکا | کشورهای خارجی        | سرتاسر دنیا  | All time domestic | All time worldwide | بودجه        | ارجاع‌ها     |
| ------------ | -------------- | ---------- | ------------------- | -------------------- | ------------ | ----------------- | ------------------ | ------------ | ----------- |
| مقصد نهایی۱  | ۱۷ مارس ۲۰۰۰   | ۴          | $۵۳٬۳۳۱٬۱۴۷ (۴۷٫۲٪) | $۵۹٬۵۴۹٬۱۴۷ (۵۲٫۸٪)  | $۱۱۲٬۸۸۰٬۲۹۴ | #۱٬۱۳۰            |                    | $۲۳٬۰۰۰٬۰۰۰  | [ ۱ ]       |
| مقصد نهایی۲  | ۳۱ ژانویه ۲۰۰۳ | ۵          | $۴۶٬۹۶۱٬۲۱۴ (۵۱٫۹٪) | $۴۳٬۴۶۵٬۱۹۱ (۴۸٫۱٪)  | $۹۰٬۴۲۶٬۴۰۵  | #۱٬۳۰۹            |                    | $۲۶٬۰۰۰٬۰۰۰  | [ ۲ ] [ ۳ ] |
| مقصد نهایی۳  | ۱۰ فوریه ۲۰۰۶  | ۳          | $۵۴٬۰۹۸٬۰۵۱ (۴۶٫۰٪) | $۶۳٬۶۲۱٬۱۰۷ (۵۴٫۰٪)  | $۱۱۷٬۷۱۹٬۱۵۸ | #۱٬۱۱۰            |                    | $۳۴٬۰۰۰٬۰۰۰  | [ ۴ ]       |
| مقصد نهایی۴  | ۲۸ اوت ۲۰۰۹    | ۱          | $۶۶٬۴۷۷٬۷۰۰ (۳۵٫۷٪) | $۱۱۹٬۶۸۹٬۴۳۹ (۶۴٫۳٪) | $۱۸۶٬۱۶۷٬۱۳۹ | #۸۶۲              |                    | $۴۳٬۰۰۰٬۰۰۰  | [ ۵ ]       |
| مقصد نهایی ۵ | ۱۲ اوت ۲۰۱۱    | ۲          | $۴۲٬۵۸۷٬۶۴۳ (۲۷٫۰٪) | $۱۱۵٬۳۰۰٬۰۰۰ (۷۳٫۰٪) | $۱۵۷٬۸۸۷٬۶۴۳ | #۱٬۴۴۰            |                    | $۴۰٬۰۰۰٬۰۰۰  | [ ۶ ]       |
| مجموع        | مجموع          |            | $۲۶۳٬۴۵۵٬۷۵۵        | $۳۹۸٬۴۲۴٬۸۸۴         | $۶۶۱٬۸۸۰٬۶۳۹ |                   |                    | $۱۷۳٬۰۰۰٬۰۰۰ |             |